# Loossemble
Loossemble (en hangul, 루셈블; romanización revisada, lusembeul), estilizado en mayúsculas, fue un grupo femenino surcoreano formado por el sello hip hop CTDENM (empresa conjunta entre Starship Entertainment y SM Entertainment). Está integrado por cinco miembros: ViVi, Hyunjin, Go Won, Hyeju (conocida anteriormente como Olivia Hye) y Yeojin, todas miembros del grupo musical Loona (2018-2023). El grupo debutó el 15 de septiembre de 2023 con su primer EP homónimo, Loossemble. El grupo dejó CTDENM y anunció su pausa el 29 de noviembre de 2024, tras un comunicado de la empresa.
Sin embargo, aún se esperan noticias de su nueva versión como subunidad para este 2025, bajo el manejo de una nueva empresa de la industria musical..

## Historia

### Predebut
Entre noviembre de 2022 y febrero de 2023, las miembros del grupo musical surcoreano Loona presentaron paulatinamente una demanda contra su agencia para la finalización de sus contratos exclusivos debido a la violación de contrato por parte de su agencia, Blockberry Creative. El 11 de junio de 2023, se informó que las miembros Hyunjin y ViVi habían firmado contratos exclusivos con la nueva agencia CTD ENM, formada por Yoon Do Yeon, quien anteriormente trabajó para Loona. El 5 de julio del mismo año, se reportó que Go Won, Yeojin y Hyeju (Olivia Hye), habían firmado contratos exclusivos con la misma agencia.
El 11 de julio de 2023 se anunció que las cinco integrantes realizarían su primer evento titulado «Run Orbit» en el Gimnasio Estudiantil de Jamsil, el 29 de julio. El día del evento, que contó con la participación especial de las otras exmiembros de Loona, Yves y Chuu, se dio a conocer que el nombre del proyecto musical sería Loossemble, dando así inicio oficial a sus actividades como nueva agrupación.

### 2023: Debut con primer miniálbumLoossemble
El 3 de agosto de 2023, Loossemble y la aplicación surcoreana Fromm Store anunciaron una gira de promoción del grupo titulada «LOONA Assemble: the US Debut Ceremony». La gira llevará al quinteto por diez ciudades de Estados Unidos, incluidas Atlanta, Houston, Nueva York, entre otras. El 20 de agosto de 2023 se publicó un vídeo titulado «Loossemble (루셈블)... searching for their friends». Un día después, se reveló el calendario de las actividades de debut del grupo, confirmando su estreno para septiembre de 2023 con un primer miniálbum homónimo.

### 2024: Regreso conOne of a Kind,TTYL, fin del contrato y disolución
El 14 de marzo se informó de que Loossemble haría un regreso en abril. El 18 de marzo se anunció que su segundo miniálbum One of a Kind sería lanzado el 14 de abril. El 19 de marzo se informo que el lanzamiento sería 1 día antes por lo que sería lanzado el 15 de abril.
El 11 de agosto se publicó un teaser anunciando el nuevo lanzamiento de su tercer miniálbum. Al día siguiente se reveló que el miniálbum se llamaba TTYL que estaba previsto para ser lanzado el 2 de septiembre.
El 29 de noviembre, CTDENM informó que su contrato exclusivo con las miembros de Loossemble (Vivi, Hyunjin, Go Won, Hyeju y Yeojin) había terminado, además de confirmarse la disolución del grupo.

## Miembros
- ViVi (비비)
- Hyunjin (현진) — líder
- Go Won (고원)
- Hyeju (혜주)
- Yeojin (여진)

## Discografía

### EP
| Título        | Detalles                                                                                                   | Posicionamiento en listas | Ventas        |
| Título        | Detalles                                                                                                   | KOR                       | Ventas        |
| ------------- | --- | ------------------------- | ------------- |
| Loossemble    | - Lanzamiento: 15 de septiembre de 2023 - Discográfica: CTDENM - Formatos: CD, descarga digital, streaming | 6                         | - KOR: 61 213 |
| One of a Kind | - Lanzamiento: 15 de abril de 2024 - Discográfica: CTDENM - Formatos: CD, descarga digital, streaming      | 5                         | - KOR: 68 369 |
| TTYL          | - Lanzamiento: 2 de septiembre de 2024 - Discográfica: CTDENM - Formatos: CD, descarga digital, streaming  | 15                        | - KOR: 32 705 |

### Sencillos
| Título         | Año  | Posicionamiento en listas | Posicionamiento en listas | Posicionamiento en listas | Álbum         |
| Título         | Año  | COR                       | COR Hot                   | US Gl 200                 | Álbum         |
| -------------- | ---- | ------------------------- | ------------------------- | ------------------------- | ------------- |
| «Sensitive»    | 2023 | —                         | —                         | —                         | Loossemble    |
| «Girls' Night» | 2024 | —                         | —                         | —                         | One of a Kind |
| «TTYL»         | 2024 | —                         | —                         | —                         | TTYL          |

### Vídeos musicales
| Título         | Año  | Director | Ref. |
| -------------- | ---- | -------- | ---- |
| «Sensitive»    | 2023 |          |      |
| «Girls' Night» | 2024 |          |      |
| «TTYL»         | 2024 |          |      |